# Separatore decimale
Il separatore decimale è un simbolo usato per separare la parte intera da quella frazionaria in un numero. Con i numeri arabi sono usati come separatori decimali la virgola e il punto.
Per affinità col raggruppatore delle migliaia nella suddivisione delle cifre, anche quest'ultimo sarà trattato in questa voce.

## Storia
Nel Medioevo era usata una barra (¯) sulle cifre per separare la parte intera da quella frazionaria in un numero, una tradizione derivata dal sistema decimale usato dai matematici indiani. La sua introduzione è attribuita al matematico persiano Muḥammad ibn Mūsā al-Khwārizmī. In seguito venne usato un piccolo trattino verticale (ˌ) come separatore tra le unità e i decimali. Con l'avvento dei caratteri mobili per la stampa si preferì invece usare simboli più diffusi quali la virgola (,) o il punto (.).
Il primo documento conosciuto con l'uso del punto come separatore decimale è una tavola astronomica del 1440 del mercante e matematico italiano Giovanni Bianchini, all'interno del trattato ''Tabulae primi mobilis B''.
In Francia il punto era già in uso per rendere i numeri romani più leggibili, così fu scelta la virgola. Molte altre nazioni inoltre scelsero la virgola come separatore decimale. La virgola è stata adottata dal sistema metrico decimale e di conseguenza anche dall'ISO per le pubblicazioni internazionali. Ciononostante nei paesi di cultura anglosassone la virgola è utilizzata per separare i gruppi di tre cifre.
Negli Stati Uniti è usato come separatore decimale il punto (.), chiamato point. Nelle nazioni dell'Impero britannico fu scelto come separatore decimale il punto mediano (·). Ciò aveva il vantaggio di ridurre la confusione qualora il punto fermo fosse già usato come separatore delle migliaia. Comunque, poiché il punto mediano era già usato in matematica per indicare la moltiplicazione, il Sistema internazionale ne ha bocciato l'uso come separatore decimale. Tuttavia l'uso del punto fermo non è stato proibito. Le pubblicazioni britanniche sull'aviazione sono così passate alla forma statunitense nel ventesimo secolo.
Quando il Sudafrica ha adottato il sistema metrico, ha iniziato a usare la virgola come separatore decimale. La lingua ausiliaria internazionale interlingua ha usato la virgola come separatore decimale sin dalla pubblicazione della Grammatica dell'interlingua nel 1951. Un'altra lingua ausiliaria internazionale, l'esperanto, usa la virgola come separatore decimale.
Nel 1958 la disputa tra i delegati europei e quelli americani sulla corretta rappresentazione del separatore decimale quasi bloccò lo sviluppo del linguaggio di programmazione ALGOL. Alla fine si decise che l'ALGOL potesse supportare diversi separatori decimali, tuttavia molti altri linguaggi, come il C, il Java, il Fortran e il CSS, specificano l'uso del punto.
La 22ª Conferenza generale dei pesi e delle misure ha dichiarato, nel 2003, che «il simbolo per il marcatore decimale deve essere il punto sulla linea [di base] o la virgola sulla linea [di base]». Ha inoltre ribadito che «i numeri possono essere divisi in gruppi di tre, al fine di facilitarne la lettura, né punti né virgole devono essere inseriti negli spazi tra i gruppi».

## Raggruppamento delle cifre
Per facilità di lettura i numeri con molte cifre prima o dopo il separatore decimale possono essere divisi in gruppi usando un segno, partendo dal separatore decimale in entrambe le direzioni. Questo segno delimitatore è chiamato "separatore delle migliaia", dato che di solito le cifre sono separate a gruppi di tre. Tuttavia in alcuni Paesi (ad esempio Cina, India e Giappone) le cifre sono divise in gruppi di due o quattro, pur essendo ormai utilizzato anche il raggruppamento a tre.
Come per il separatore decimale, sono stati usati diversi caratteri per il raggruppamento delle cifre. Se il separatore decimale è la virgola, per raggruppare le cifre spesso si usa il punto o lo spazio. Il problema legato al punto e alla virgola è che entrambi sono stati usati internazionalmente sia come separatori decimali sia come simboli per il raggruppamento delle cifre e che il loro significato dipende dal contesto. Per questo motivo lo standard SI/ISO 31-0 raccomanda l'uso dello spazio per raggruppare le cifre. Anche altri enti indipendenti raccomandano di seguire questa linea: ad esempio l'Unione internazionale di chimica pura e applicata (IUPAC) suggerisce di non usare la virgola e il punto come simbolo di raggruppamento delle cifre: «Per numeri con più cifre, le cifre possono essere separate in gruppi di tre partendo dal separatore decimale e andando verso sinistra. I gruppi dovrebbero essere separati da uno spazio e mai da una virgola, un punto o qualunque altro segno». L'Associazione americana di medicina, il cui Manuale di stile AMA è assai seguito dalla letteratura professionale medica, appoggia l'uso dello spazio per il raggruppamento delle cifre. Nell'informatica lo spazio non separabile è preferito, dove possibile, allo spazio normale.

### Eccezioni al raggruppamento delle cifre
Alcuni manuali di stile stabiliscono che il separatore delle migliaia non debba essere usato nel testo normale per numeri tra 1000 e 9999 senza parte frazionaria (i numeri interi a quattro cifre), mentre altri ne suggeriscono l'uso anche in quel caso. Ad esempio il Manuale di pubblicazione dell'Associazione americana di psicologia indica l'uso del separatore delle migliaia eccetto i numeri di pagina, le cifre binarie, le temperature, ecc.
Ci sono sempre delle eccezioni al raggruppamento delle cifre dettate dal senso comune, come, ad esempio, nelle date, nei codici postali, nei numeri delle pagine e nei numeri di identificazione.

## Sistema di numerazione arabo

### Esempi di uso
Questi esempi mostrano l'uso del separatore decimale e del separatore delle migliaia. La lista è ordinata cronologicamente in base alla data in cui ogni Paese ha adottato il sistema:
- in Croazia, Estonia, Francia, Finlandia, Polonia, Repubblica Ceca, Slovacchia, Ungheria e in gran parte dell'area di diffusione delle lingue neolatine (come ad esempio nel Canada francese) si usano lo spazio come separatore delle migliaia e la virgola come separatore decimale (es.: 1 234 567,89);
- in Belgio, Danimarca, Germania, Italia, Romania, Svezia e in gran parte dell'Europa si usano il punto e, talvolta, lo spazio come separatore delle migliaia e la virgola come separatore decimale (es.: 1.234.567,89 e 1 234 567,89);
- in Svezia si usano i due punti come separatore decimale nelle valute (es.: 99:90 kr);
- nei Paesi Bassi si usano lo spazio come separatore delle migliaia e la virgola come separatore decimale, tuttavia nelle valute si usa il punto come separatore delle migliaia (es.: 1 234 567,89 e 1.234.567,89 €);
- in Svizzera si usano l'apostrofo come separatore delle migliaia e la virgola (con l'eccezione delle valute e le coordinate, per le quali si usa il punto) come separatore decimale (es.: 1'234'567,89);
- in Australia, Canada, Corea del Nord, Corea del Sud, Filippine, Giappone, Israele, Malaysia, Regno Unito, Singapore e Stati Uniti d'America si usano la virgola come separatore delle migliaia e il punto come separatore decimale (es.: 1,234,567.89), tuttavia alcune scuole in Canada e Regno Unito seguono il SI con il punto come separatore decimale, il che è diventato ufficiale in Australia;
- il Sistema internazionale di unità di misura (SI) raccomanda l'uso dello spazio come separatore delle migliaia e della virgola o del punto come separatore decimale (es.: 1 234 567,89 e 1 234 567.89); la virgola è usata nelle pubblicazioni in francese, mentre il punto per quelle in inglese;
- in Cina si usano lo spazio e la virgola come separatore delle migliaia e il punto come separatore decimale (es.: 1,234,567.89 e 1 234 567.89); tuttavia, non ci sono convenzioni sul raggruppamento delle cifre, perciò talvolta è omesso o applicato a gruppi di quattro cifre (es.: 123,4567.89); una cosa simile avviene in Giappone;
- in India c'è un sistema di numerazione particolare, dove la virgola è usata a livelli di migliaia, di lakh (centinaia di migliaia) e di crore (decine di milioni). Ad es.: 1,00,000,00,00,000.

Quando il punto è usato come separatore decimale si può trovare anche la notazione con lo zero omesso qualora esso sia la parte intera del numero (ad esempio 0.47 si indica anche .47).
Il punto decimale è molto diffuso negli apparecchi elettronici, come le calcolatrici, che usano spesso solo esso come separatore decimale. Molti sistemi operativi permettono di scegliere il separatore decimale, anche se alcuni programmi ignorano tale scelta.

#### Paesi che usano i numeri arabi e la virgola come separatore decimale
Albania,  Andorra,  Argentina,  Armenia,  Austria,  Azerbaigian,  Belgio,  Bielorussia,  Bolivia,  Bosnia ed Erzegovina,  Brasile,  Bulgaria,  Camerun,  Canada (nella zona francofona),  Cile,  Cipro,  Colombia,  Costa Rica,  Croazia (la virgola è ufficiale, ma sono usati entrambi),  Cuba,  Danimarca,  Ecuador,  El Salvador,  Estonia,  Finlandia,  Francia,  Germania,  Grecia,  Groenlandia,  Guatemala,  Honduras,  Indonesia,  Islanda,  Fær Øer,  Italia,  Kazakistan,  Lettonia,  Lituania,  Lussemburgo (entrambi sono ufficiali),  Macao (nei testi in portoghese),  Macedonia del Nord,  Moldavia,  Norvegia,  Nicaragua,  Paesi Bassi,  Paraguay,  Perù,  Polonia,  Portogallo,  Rep. Ceca,  Rep. Dominicana,  Romania,  Russia,  Serbia,  Slovacchia,  Slovenia,  Spagna,  Sudafrica (la virgola è ufficiale, ma il punto è usato negli affari),  Svizzera (la virgola è ufficiale, ma il punto è usato negli affari),  Svezia,  Turchia,  Ucraina,  Ungheria,  Uruguay,  Venezuela,  Vietnam.
(66 paesi, circa 1 624 milioni di persone.)

#### Paesi che usano i numeri arabi e il punto come separatore decimale

Verde: Paesi dove si usa la virgola come separatore decimale.
Azzurro: Paesi dove si usa il punto come separatore decimale.
Rosso: Paesi dove non è in vigore il sistema di numerazione arabo.
Grigio: Paesi di cui non si hanno informazioni al riguardo.

Australia,  Botswana,  Brunei,  Canada (nella zona anglofona),  Cina,  Corea del Nord,  Corea del Sud,  Filippine,  Giappone,  Hong Kong,  India,  Irlanda,  Israele,  Kenya,  Malaysia,  Messico,  Nigeria,  Nuova Zelanda,  Pakistan,  Panama,  Regno Unito,  Singapore,  Sri Lanka,  Stati Uniti (incluse le aree insulari),  Taiwan,  Tanzania,  Uganda,  Zimbabwe.
(26 paesi, circa 3 633 milioni di persone.)

## Altri sistemi di numerazione
Nel mondo arabo, dove è utilizzato un diverso sistema di numerazione, esiste un carattere diverso per separare la parte intera da quella frazionaria in un numero. È chiamato "separatore decimale arabo" in Unicode (٫: U+066B). Esiste anche un "separatore delle migliaia arabo" (٬: U+066C).
In persiano il separatore decimale è chiamato "momayyez" ed è scritto come una barra. C'è poca differenza tra la virgola e il momayyez (٫) usato per separare i gruppi di tre cifre. Per fare ciò a volte sono utilizzati anche la virgola o lo spazio; comunque ciò non è standard.

## Separatore non decimale dell'ora
Per indicare l'ora (sistema sessagesimale) la normativa ISO 8601 prevede che l'indicazione sia riferita all'intervallo tra 0 e 24 (e non tra 1 e 12), che possa includere ore, minuti e secondi ed eventualmente le frazioni decimali (separate da una virgola o da un punto) di questi ultimi (03:06:09,1234), che ogni parte debba essere sempre di due cifre (e quindi avere quando necessario uno zero iniziale, ad esempio 03:06 e non 3:06), che vada scritto sempre per esteso (le 03:00 e non le 3), che si possa scrivere senza separatore o con i due punti (030609 o 03:06:09) e che la mezzanotte possa essere scritta sia come 00:00:00 sia come 24:00:00 a seconda se si consideri come inizio o come fine del giorno. Nei testi tecnici e nella costruzione di orologi digitali questa normativa va rispettata rigorosamente; nell'uso comune e nei testi non specialistici, tuttavia, è prassi comune nell'editoria italiana usare una notazione semplificata, col punto e senza gli zeri iniziali ("le 3.06" e anche "le 3.06 e 9 secondi"). Non va comunque usata la virgola, il separatore decimale usato in Italia.